# Marlene Streeruwitzová
Marlene Streeruwitz (* 28. června 1950, Baden) je rakouská spisovatelka, dramatička a režisérka.

## Biografie
Narodila se do katolické rodiny, otec byl učitelem a posléze i politikem za stranu ÖVP. Studovala právo, slavistiku a dějiny umění ve Vídni, avšak studium kvůli svatbě a narození dvou dcer přerušila. Po rozvodu psala dlouhé roky tzv. do šuplíku, a až teprve roku 1986 uveřejnila svoje první divadelní hry (např. 'Kaiserklamm.Und.Kirchenwirt').

### Přehled děl v originále

#### Próza
- Verführungen. 3. Folge. Frauenjahre (1996, č. Pokušení)
- Lisa's Liebe. Roman in 3 Folgen (1994/1997)
- Sein. Und Schein. Und Erscheinen (1997; Tubinské přednášky o poetice)
- Können. Mögen. Dürfen. Sollen. Wollen. Müssen. Lassen (1998; Frankfurtské přednášky o poetice)
- Nachwelt. Ein Reisebericht (1999)[5][6]
- Majakowskiring (2000; povídka)
- Und. Sonst. Noch. Aber. Texte II. 1997-2000 (2000)
- Und. Überhaupt. Stop. Collagen. 1996-2000 (2000)
- Partygirl (2002; román, 416 stran)
- Tagebuch der Gegenwart (2002; eseje)
- Norma Desmond. A Gothic SF-Novel (2002)
- Jessica, 30 (2004; román, 256 stran)
- Morire in Levitate (2004; novela, 96 stran)
- Gegen die tägliche Beleidigung (04; přednášky)
- Entfernung (06; román)
- Der Abend nach dem Begräbnis der besten Freundin (2008; povídka)
- Kreuzungen (2008; román)
- Das wird mir alles nicht passieren ... Wie bleibe ich Feministin (2010; eseje, 160 stran)
- Die Schmerzmacherin (2011; román)
- Nachkommen (2014; román)[7]
- pod pseudonymem Nelia Fehn: Die Reise einer jungen Anarchistin in Griechenland (2014, román)[7]

#### Divadelní hry
- New York. New York (vznik 1987, první uvedení 1993)
- Waikiki Beach (1992)
- Sloane Square (1992)
- Elysian Park (1993)[8]
- Ocean Drive (1993)
- Tolmezzo. Eine symphonische Dichtung (1993)
- Brahmsplatz (1995)
- Bagnacavallo (1995)
- Dentro (2000)
- Sapporo (2000)
- Jessica, 30 (2005)

### České překlady

#### Romány
- Pokušení (orig. 'Verführungen'). 1. vyd. V Praze: Ikar, 2003. 238 S. Překlad: Ladislava Baxantová-Cejnarová a Hana Scheiderová

## Ocenění
- 1997 – Cena Mary Cassensové (Mara-Cassens-Preis) za Verführungen
- 1999 – Österreichischer Würdigungspreis für Literatur
- 2001 – Cena Hermanna Hesseho (Hermann-Hesse-Preis)
- 2002 – Cena města Vídně (Preis der Stadt Wien)
- 2002 – Literární cena Waltera Hasenclevera (Walter-Hasenclever-Literaturpreis der Stadt Aachen)
- 2004 – Kulturní cena města Baden bei Wien (Kulturpreis der Stadt Baden bei Wien)
- 2008 – Literární cena Petera Roseggera (Peter-Rosegger-Literaturpreis des Landes Steiermark)
- 2009 – Drosteové literární cena města Meersburgu (Droste-Literaturpreis der Stadt Meersburg)
- 2011 – Užší nominace na Německou knižní cenu za román Die Schmerzmacherin[9]
- 2012 – Brémská literární cena (Bremer Literaturpreis)
- 2015 – Cena Franze Nabla (Franz-Nabl-Preis der Stadt Graz)[10]